# André du Laurens
André du Laurens, né le 9 décembre 1558 à Tarascon et mort le 6 août 1609, fut premier médecin du roi Henri IV.

## Biographie

### Enfance et études
Son père est Louis du Laurens, né à Puget près de Chambéry, mort le 26 décembre 1574, qui épouse en 1553, « avec fort peu de moyens », Louise de Castellan, née à Riez, sœur d'un médecin qui deviendra celui du roi Charles IX.
Le père est d'abord médecin à Tarascon, puis à Arles, où il s'établit afin que ses enfants puissent aller au collège,. André est d'abord destiné à être moine à Montmajour, mais, grâce à une judicieuse indiscrétion de sa sœur Jeanne, son désir d'être médecin se déclare.
Il fait ses études de médecine à Avignon, il étudie sept ans sous Louis Duret. Après quoi il exerce la médecine à Carcassonne. Il succède à Laurent Joubert dans sa chaire à Montpellier. À Montpellier il donne, en français, des leçons sur la goutte, sur la lèpre et sur la vérole,.

### Médecin des Grands

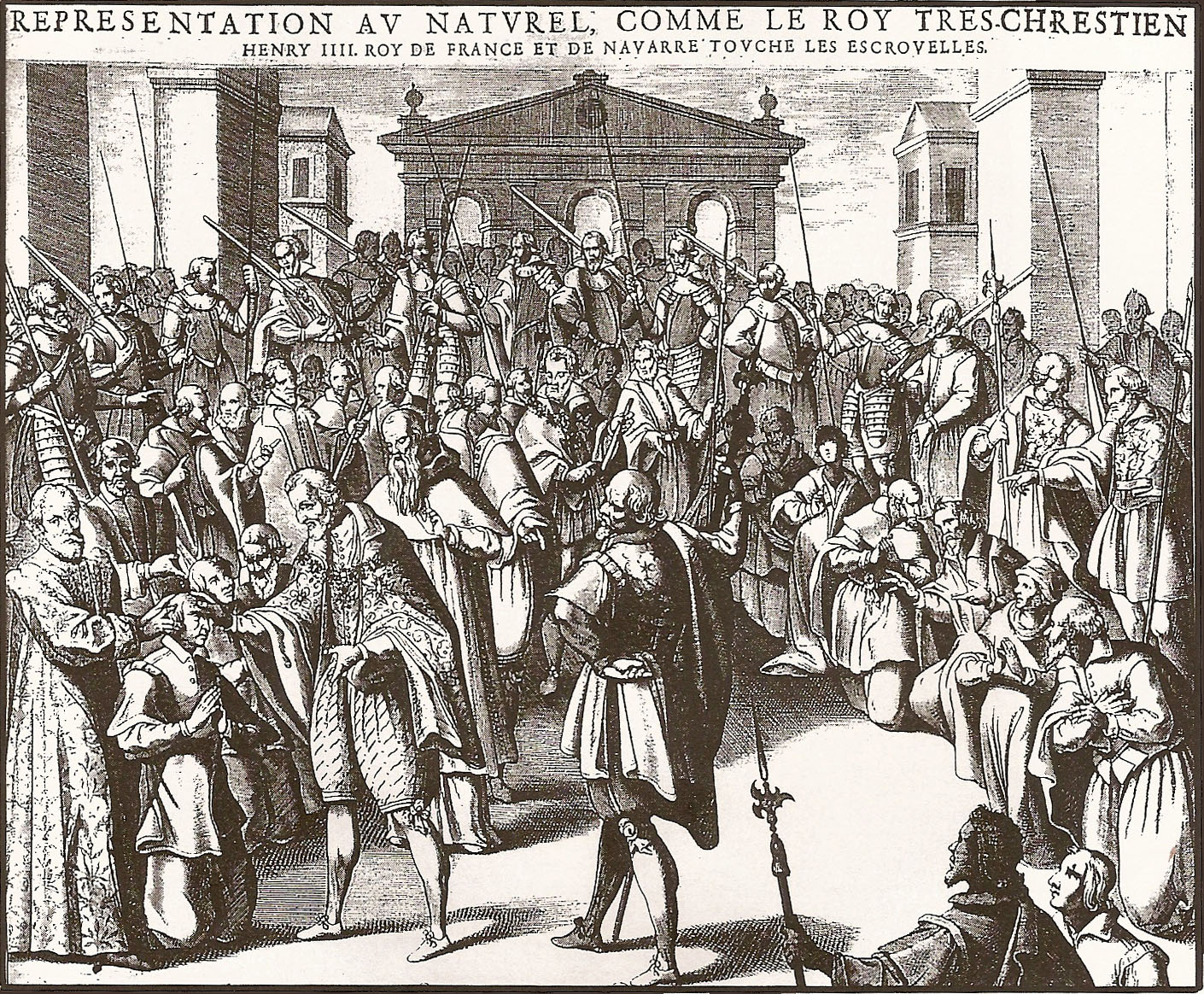
Gravure de Pierre Firens, extraite de l'ouvrage d'André du Laurens, A. Laurentis de strumis earum causis et curae (Paris, 1609).
Henri IV est représenté touchant les écrouelles, exerçant le pouvoir de thaumaturgie qui légitime sa souveraineté.

En 1600 il est introduit à la cour par la comtesse de Tonnerre. D'abord médecin de Marie de Médicis, il devient médecin ordinaire d'Henri IV. Son crédit lui permet de faire nommer deux de ses frères archevêques, Gaspard, d'Arles et Honoré, d'Embrun. Il a un autre frère, Jean (en religion Jérôme), supérieur provincial des capucins à trois reprises,,.
À la mort de Jean Hucher en 1603, du Laurens est nommé chancelier de l'université de Montpellier, mais il reste à Paris et ses fonctions sont remplies des vice-chanceliers,, ce qui est contraire aux lois et statuts du Parlement de Toulouse et nécessite un arrêt du Conseil-Privé.

### Premier Médecin
En 1606, il est nommé premier médecin du roi, à la suite de la mort de Michel Marescot, mais il meurt lui-même en 1609

### Famille

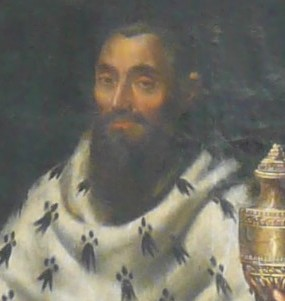
Mgr Gaspard du Laurens, archevêque d'Arles, en roi mage Gaspard
Détail de la chapelle des Rois Mages, primatiale St Trophime, par Louis Finson.

André du Laurens fait deux de ses frères archevêques, l'un Honoré de Laurens, archevêque d'Embrun, et l'autre Gaspard, archevêque d'Arles et abbé de Saint-André de Vienne. Il a un autre frère qui est général des Capucins. Un de ses frères cadets meurt en 1639, âgé de 87 ans, laissant deux fils, l'un conseiller au Parlement et l'autre Maître des requêtes.

## Contributions

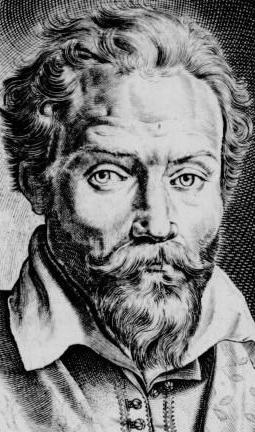
André du Laurens, détail

Malgré le nombre de traductions de ses Discours et la grande diffusion de ses Historia, la place de du Laurens dans l'histoire de la médecine est modeste. Voici ce que dit Éloy : 
« Les ouvrages anatomiques de du Laurens sont plus remarquables par la beauté du style, que par l'exactitude des choses […] il est justement accusé de plusieurs fautes dans l'exposition de la structure du corps humain […] on est encore en droit de lui reprocher de s'être attribué beaucoup de découvertes qu'on avait mises au jour avant lui. Ses erreurs, dit Riolan, viennent de ce qu'il s'en est rapporté au témoignage des autres, au lieu d'examiner lui-même les parties anatomiques dont il fait la description. »
Michaud fait écho et lui reproche de s'arrêter trop souvent à des questions oiseuses et de défendre Galien contre Fallope et Vésale : « il montre même beaucoup d'humeur contre ce dernier, quoiqu'il lui ait emprunté presque toutes les planches qui accompagnent les éditions in-folio de son livre ; parfois aussi il s'approprie sans façon les découvertes des autres. »
Toutefois, les quatre « discours » réunis dans son ouvrage de 1594 (sur la vue, la mélancolie, les catarrhes, la vieillesse) — exemple, au xvie siècle, de la diffusion de la science en langue française — lui ont valu une place dans l'histoire de l'ophtalmologie et dans celle de la gérontologie. Son discours sur la mélancolie, qui, dit Jacques Postel, « rassemble l'essentiel des connaissances qu'on avait sur cette maladie mentale à l'aube de l'âge classique », suscite un nouvel intérêt et a été réédité avec un substantiel appareil critique en 2012. C'est dans ce Discours que René Descartes a puisé les exemples de cas de mélancolie cités dans la première des Méditations métaphysiques,.
À la fois prestigieux praticien de sa science et passeur, ou communicateur scientifique, il veut, dit Évelyne Berriot-Salvadore, « convaincre les médecins […], séduire les esprits curieux. ».
Il influença le médecin Jacques Ferrand qui publia à Toulouse en 1610 un Traicté de l'Essence et Guérison de l'Amour ou de la Mélancholie Érotique.

## Œuvres

### Sélection
- Admonitio ad Simonem Petræum, 1593[30]
- Discours de la conservation de la veuë : des maladies melancoliques : des catarrhes, & de la vieillesse, 1594
  - En français :
    - Sur Gallica : éditions de 1598 et de 1600[31]
    - Discours des maladies mélancoliques (1594), Paris, Klincksieck, 2012 — Édition moderne avec appareil critique, préparée par Radu Suciu[32]

  - Traductions :
    - 1599 : traduction anglaise, de Richard Surphlet[33] ;
    - 1618, 1620 : traduction latine[30], de Johann Theodor Schönlein[34] ;
    - 1626 : traduction italienne, de Giovanni Germano[35],[3]
- Triumphus verae et Galenicae demonstrationis de vasorum cordis in foetu communione, Tours, 1593[28] ; ou Apologia pro Galeno et impugnatio novæ ac falsæ demonstrationis de communione vasorum cordis in foetu, 1595[3]
- De crisibus libri tres, 1596Galien est l'auteur d'un ouvrage en trois parties (« livres ») intitulé Des crises.
- Historia anatomica humani corporis, Paris, 1600[36] — Ouvrage, dans ses différentes éditions, largement lu et diffusé
  - Édition de 1602 en ligne sur Google Books
  - L’histoire anatomique en laquelle toutes les parties du corps humain sont amplement déclarées enrichie de controverses et observations nouvelles, trad. Francois Size, Paris, Jean Bertault, 1610.
  - Historia anatomica : controuersiis, obseruationibus et posterioribus curis authoris adornata, édition de 1650 avec additions de Lazare Meyssonnier

### Œuvres complètes
- (fr) Toutes les œuvres de Me André Du Laurens, sieur de Ferrières…, trad. Théophile Gelée, Paris, 1621 sur Google livres — Traduction au moins partiellement revue par du Laurens[37]
- (la) Guy Patin (dir.), Opera omnia, partim iam antea excusa, partim nondum edita, nunc simil collecta, & ad infinitis mendis repurgata sur Google Livres, 1628 — Œuvres complètes avec de nombreuses corrections et des inédits

### Liste de titres
- Éloy, p. 108
- Liste d'œuvres disponibles en ligne sur Gallica